# Gheorghe Bădără
Gheorghe Bădără (nascido em 16 de agosto de 1941) é um ex-ciclista romeno. Competiu nos Jogos Olímpicos de Verão de 1964 em Tóquio, onde fez parte da equipe romena que terminou em nono lugar na prova de 100 km contrarrelógio por equipes.